# Szabados János (költő)
Szabados János (Sikula, Arad vármegye, 1839. szeptember 29. – Szeged, 1891. október 27.) királyi tanácsos, Szeged alpolgármestere és tanácsosa, költő, műfordító, a Petőfi Társaság tagja.

## Élete
Édesapja gazdatiszt volt, korán elhunyt. Édesanyja Aradon iskoláztatta, majd papnak szánta, de ő a temesvári szemináriumból kilépett és visszatért Aradra a VII. és VIII. osztályra, azután a jogra ment Pestre. Ott gyorsan feltünt dalaival. Az 1860-as évek irodalmi mozgalmaiban is élénk részt vett. 1862. szeptember 16-án Balogh Zoltánnal együtt megindította az Uj Nemzedék c. lapot, mely azonban már azon év december 30-án megszűnt. Gyakran fordított Goetheből és Percy Bysshe Shelleyből. 1863-ban a fővárosból a Szegedi Hiradó szerkesztésére hívták meg; a lapot március 1-jén vette át és azt 1869. június 30-ig vezette. Az irodalmi körökkel még jó ideig érintkezésben maradt. 1872-ben városi tanácsossá választották. Azon időtől fogva munkásságát a városi ügyeknek és gazdaságának áldozta és a költészettel jóformán felhagyott. Az 1877. évben a Petőfi Társaság mindjárt megalakulása után tagjául választotta és ő egy Petőfit dicsőítő ódával tartotta meg székfoglalóját. 1879-ben a Ferenc József-rend lovagkeresztjét kapta. A szegedi színházat 1883-ban az ő Szeged ünnepe c. prologjával nyitották meg. Szeged fejlesztésére nagyon sok kulturális és közhasznú eszmét pendített meg és kezdeményezett; különös érdeme, hogy Szeged népoktatásügyét rendezte és tanyai kulturális központokat létesített. Az állandó színház, állandó híd, a város utcáinak és tereinek feltöltése, az alreáliskola kifejlesztése mind az ő hathatós közreműködésével létesült. Szeged kulturális budgetjét 73,000 forintról húsz év alatt 173,000 forintra emelte. 1883-ban az árvízkor és a rekonstrukczió alkalmával kifejtett működéséért királyi tanácsosságot nyert. 1884-ben helyettes polgármesterré választották. 1885-ben a francia vendégek látogatása után a francia akadémia tisztje lett. Meghalt 1891. október 27-én éjjeli 1/4 11 órakor, életének 52., házasságának 27. évében; örök nyugalomra helyezték 1891. október 29-én délután a szegedi belvárosi temetőben. A szegedi Dugonics Társaság, melynek szintén tagja volt, emléket állíttatott sírja fölé Köllő Miklós szobrász által, melyet 1897. november 1-én lepleztek le Arató Frigyes beszéde közben. Neje Bérczy Paula volt.
Költeményeket írt a következő hírlapokba: Napkelet (1858. A Hunyady-ház diadalünnepe cz. képhez írt költeménye dicséretet nyert és aranykeretes díszpéldánynyal tüntette ki a szerkesztő Vahot Imre), Kalauz (1858.), Nép Ujsága (1859.), Aradi Hiradó (1859.); cikkei: Divatcsarnok (1859.), Nővilág (1860. Heineből), Hölgyfutár (1860., 1862-1863.), Magyar Színházi Lap (1860.), Vasárnapi Ujság (1860.), Honvédek Könyve (1861. II.), Uj Nemzedék (1862. főmunkatárs), Petőfi-társaság Lapja (1877.); Ország (1863. 41. sz. Erdélyi János), Vasárnapi Ujság (1883. Mikszáth Kálmán) című lapokban.
Költeményei bekerültek az Ujabb magyar lantosok. Petőfitől maig. (Pest, 1864.) című gyűjteménybe is (243-269. oldal).

## Munkái
1. A haza és a szerelemről. Költemények. Pest, 1860. (Ism. Hölgyfutár 113. sz.)
2. Szeged ünnepén. Szeged, 1883. (Prolog.)
3. Szabados János irodalmi hagyatéka. Költemények. Kiadja a Dugonics-Társaság. A szerző arczképével. Szeged, 1897. (Szerző életrajzával. Ism. M. Hirlap 1898. 16. sz.)

Álneve és jegye: Keresztély (1862-ben írt kritikai dolgozatainál a Hölgyfutárban) és -*- (különböző lapokban).